# Hur tokigt som helst
Hur tokigt som helst är en svensk klippfilm med en Poppe-kavalkad genom tiderna från 1949 i regi av Rune Redig.

## Om filmen
Filmen premiärvisades 28 februari 1949 i Stockholm. Nils Poppe ansåg sig kränkt i sitt konstnärskap av klippfilmen Hur tokigt som helst. Genom advokat Wilhelm Scheutz framförde han sina protester till producenten. Gösta Sandin direktör för Svensk Talfilm svarade att hans klippfilm ger en mycket smickrande och filmhistoriskt värdefull bild av skådespelarens utveckling.

### Filmen består av klipp från filmerna
- 1939 – Melodin från Gamla stan
- 1939 – Adolf i eld och lågor
- 1940 – Beredskapspojkar
- 1940 – Kronans käcka gossar
- 1940 – Karusellen går
- 1942 – Tre glada tokar
- 1942 – Tre skojiga skojare
- 1943 – Aktören
- 1945 – Sten Stensson kommer till stan

## Rollista (komplett)
- Holger Sjöberg - biobesökare
- Bellan Roos - biobesökare
- Carl Reinholdz - sångare
- Nils Poppe
- Arne Lindblad
- Åke Grönberg
- Sigurd Wallén
- Stina Sorbon
- Adolf Jahr
- John Elfström
- Gustaf Lövås
- John Botvid
- Elof Ahrle
- Douglas Håge
- Margot Ryding
- Stig Olin
- Harry Brandelius
- Sigge Fürst
- Rolf Botvid
- Carl Ström
- Eric Gustafson
- Emil Fjellström
- Edvard Danielsson
- Björn Berglund
- Willy Peters
- John Melin
- Hanny Schedin
- Gunnel Wadner
- Ludde Juberg
- Hortensia Hedström
- Inga-Lill Åhström
- Brita Öberg
- Åke Engfeldt
- Frithiof Bjärne
- Solveig Hedengran
- Nina Scenna
- Julius "Julle" Sjögren
- Helge Kihlberg
- Signe Lundberg-Settergren
- Nils Jacobsson
- Otto Landahl
- David Erikson
- Thorbjörn Widell
- Stig Johanson
- Folke Udenius
- Freddy Albeck
- Sven-Otto Lindqvist
- Vera Valdor
- Manne Grünberger
- Ann-Margret Bergendahl
- Otto Adelby
- Viran Rydkvist
- Bertil Berglund
- Bertil Hallberg
- Paul Hagman
- Lisa Wirström
- Folke Algotsson
- Greta Stave
- Eva Sachtleben
- Olle Ek
- Bo Boström
- Harry Kampf
- Gun Jönzon
- Heini Wennerström

## Musik i filmen
- Solen lyser även på liten stuga, kompositör Kai Gullmar, text Gus Morris
- Ungerska rapsodier. Nr 2, ciss-moll, kompositör Franz Liszt
- Här kommer själva vapenmakten, kompositör Kai Gullmar, text Gus Morris
- Beredskapspojkar, kompositör och text Dardanell
- En sång som jämt jag gnolar på, kompositör och text Dardanell, sång Carl Reinholdz
- Den krigiska kyparen, kompositör och text Dardanell, sång Nils Poppe
- Hur tokigt som helst, kompositör Robert Robertson, text Robert Robertson och Svasse Bergqvist, sång Carl Reinholdz
- Sleepy Time, kompositör Olle Johnsson
- Tyrolervals, kompositör Sven Rüno, text Sven Rüno och Elof Ahrle
- Rida ranka, kompositör August Ekenberg, text Hans Henric Hallbäck, sång Nils Poppe och Gustaf Lövås
- Vicke, vicke snack, vicke snack, kompositör Kai Gullmar, text Gus Morris, sång Elof Ahrle, Nils Poppe och John Botvid
- Gaudeamus igitur, latinsk text 1781 C.W. Kindleben
- Hela Sverige dansar jitterbug, kompositör Nils Perne, text Nils Perne, Sven Paddock och Willard Ringstrand, sång Freddy Albeck